# جمعية أم القرى الخيرية النسائية
جمعية أم القرى الخيرية النسائية هي منظمة غير ربحية أهلية خيرية مقرها في مكة المكرمة بالمملكة العربية السعودية التي تأسست بجهود 19 سيدة مكية في عام 1975م/ 1395 هـ وهي مسجلة برقم 20 بوزارة الشؤون الإجتماعية. تعنى منذ نشأتها بخدمة المجتمع المكّي ورفع مستوى الأداء الاجتماعي فيها واتسعت إنجازاتها في مختلف مجالات الأعمال الخيرية.  المدير التنفيذي لجمعية هي أريج درويش صيرفي من 1438هـ/ 2017 م. 

تعد جمعية رائدة في العمل الخيري النسائي في السعودية،  وهي أول جمعية نسائية تأسست في مكة. 

## التأسيس
تأسست جمعية أم القرى في 7 مارس 1975 / 24 صفر 1395 بجهود 19 سيدة مكية كجمعية غير ربحية في مكة، وسجلّت برقم 20 بوزارة الشؤون الاجتماعية. فهي أول جمعية نسائية خيرية في مكة كما أنها أول جمعية نسائية في المملكة تحصل على شهادة الأيزو للمواصفات 9001:2008. 

تأسَّست على يد نخبة من مكيّات مثقفات، بدأت بفكرة أمينة الصبَّان، وهي تدرس في الجامعة، وتزامن ميلاد الجمعية مع تخرُّجها من الجامعة.

تسير الجمعية وفق لائحة نظام العمل، ووفق اللائحة الأساسية رقم 61 وتاريخ 18/2/1437هـ، واللائحة التنفيذية لنظام الجمعيات والمؤسسات الأهلية.

## نشاطاتها
بدأت جمعية أم القرى نشاطها بعد تأسيسها في الخدمات الإجتماعية لرفع مستوى الأسرة وخدمتها، وتقوم أيضاً بإقامة الندوات والمحاضرات وورش العمل مساهمة بذلك. 

تتم عملية توفير الموارد اللازمة للجمعية من الاشتراكات والتبرعات وفق نظامها الأساسي حيث تعول الجمعية في خدماتها للأطفال والأسر أكثر من 2000 أسرة يمثلون ذوي الحاجات من أيتام وأرامل ومطلقات وأسر السجناء. كما تدعم برامج الأسر المنتجة لتمكينهم مادياً، وتقدم دورات تعليمية تأهيلية لتمكين بنات الاسر واعتمادهم على أنفسهم. 

## إدارة الجمعية

### الأهداف
تركز جمعية أم القرى الخيرية النسائية في إنجاز أهدافها على «تأمين موارد مالية متنامية ومستدامة»، «جذب وتأهيل واستبقاء كوارد متخصصة»، «تطوير النظم الإدارية والتقنية»، «تطوير نظم وآليات تسويقية وإعلامية فاعلة»، «بناء منظومة واسعة من الشراكات المجتمعية الاستراتيجية»،‌ «تصميم وتقديم برامج متنوعة وجاذبة للمستفيدين»، «إعداد دراسات تسهم في تمكين المرأة» و«تحقيق الاكتفاء الذاتي للمستفيدين» لها. 

تؤمن بالرسالة لـ«تقديم برامج احترافية تلبي احتياجات المرأة المكية» من خلال العمل المؤسسي والشراكات الإستراتيجية والموظفين المؤهلين والتقنيات الحديثة. 

## المراكز
للجمعية أم القرى الخيرية النسائية أربعة مراكز: الإدارة العامة، الخدمة المجتمعية، دار الزهور، روضة حديقة الطفل النموذجية. 

مركز الإدارة العامة هو المركز المتخصص في أساسيات الجمعية، مكون من عدة أقسام المالية، الموارد البشرية، التطوع، الخدمات المساندة، تقنية المعلومات. ومدير عام له هو نفس مدير التنفيذي. 

مركز الخدمة المجتمعية يشتمل على عدد من المشاريع التنموية التي تساهم في زيادة دخل الجمعية والمشاريع الخيرية للقيام بمهامها الاجتماعية المجتمعية. ومديرة مركز هي وئام عزوز. 

أنشئت دار الزهور لرعاية الايتام عام 1413 هـ/ 1992م وهي تابعة لجمعية أم القرى الخيرية النسائية. تقوم بتقديم الرعاية الشاملة للأيتام وتلبية احتياجاتهم النفسية والصحية والتعليمية والترفيهية. ومديرة مركز دار الزهور هي سارة حابس. 

روضة حديقة الطفل النموذجية من أوائل إنجازات جمعية، حيث تأسست عام 1395 هـ/ 1975 م وقد أنشئت لخدمة أطفال مكة. ومديرة روضة هي عبير الخطيب. 

## وصلات خارجية
- جمعية أم القرى الخيرية النسائية بمكة المكرمة: ام القرى